# Jason Behr
Pour les articles homonymes, voir Behr.
Jason Behr est un acteur américain, né le 30 décembre 1973 à Minneapolis (Minnesota). Il se fait connaître du grand public, grâce à son rôle de Max Evans dans la série télévisée Roswell (1999).

## Biographie

### Jeunesse et carrière
À cinq ans, Jason Behr entre dans une école de théâtre professionnelle. Durant son adolescence, il tourne dans une série de téléfilms et spots publicitaires.
Après avoir obtenu son diplôme de l'enseignement secondaire, il part à Los Angeles pour poursuivre sa carrière d’acteur. Il obtient rapidement son premier rôle dans la série Notre belle famille en 1994. Ensuite, il fait de nombreuses apparitions dans des séries comme JAG, Profiler, Sept à la maison, Cracker et Buffy contre les vampires.
En 1999, il joue le rôle récurrent de Chris Wolfe dans la série Dawson. Dans la même année, il obtient le rôle de Max Evans, personnage principal de la série Roswell, qui le rend célèbre.
Parallèlement à sa carrière télévisuelle, il fait une courte apparition dans le film Pleasantville, avec Reese Witherspoon, puis dans un film indépendant Rites of Passage (1999).

### Vie privée
Jason Behr est marié, en 2006, à l'actrice KaDee Strickland qu'il a rencontré lors du tournage de The Grudge en 2004 au Japon. Les deux amoureux ont accueilli leur premier enfant né le 17 octobre 2013 « dans leur maison de Los Angeles avec l'aide et les soins de sages-femmes et une doula », a précisé le porte-parole. Il s’agit d’un petit garçon prénommé Atticus.

## Filmographie

### Longs métrages
- 1998 : Pleasantville de Gary Ross
- 1999 : Rites of Passage de Victor Salva : Campbell Farraday
- 2001 : Terre Neuve de Lasse Hallström : Dennis Buggit
- 2004 : The Grudge de Takashi Shimizu : Doug
- 2007 : Skinwalkers de  James Isaac : Varek
- 2007 : D-War de Shim Hyung-rae : Ethan
- 2008 : The Tattooist de Peter Burger : Jake Sawyer
- 2008 : The Last International Playboy (en) de Steve Clark : Jack Frost
- 2009 : Senseless (en) de Symon Hynd : Eliott Gast
- 2011 : Pinkville de Steven Garbas : Stephen Brooks

### Séries télévisées
- 1994 : Notre belle famille (saison 4 épisode 6 et 12) de William Bickley et Michael Warren: Larry.
- 1995-1997 : Sherman Oaks de Chris Bearde :  Tyler Baker .
- 1996 : Pacific Blue de Bill Nuss : Jack.
- 1997 : Profiler DE  Cynthia Saunders : un serveur.
- 1997 : JAG de Matthew Penn : un serveur.
- 1998 : Sept à la maison : Brian.
- 1998 : Cracker : Andrew Lang
- 1999 : Buffy contre les vampires (épisode Mensonge) : Billy Fordham
- 2000 : Dawson : Chris Wolfe
- 1999-2002 : Roswell : Max Evans
- 2011 : Breakout Kings : Damien
- 2020 : Roswell, New Mexico : Tripp - Eugene Manes
- 2021 : Supergirl : Zor-El